# چاقوی پاکت نامه

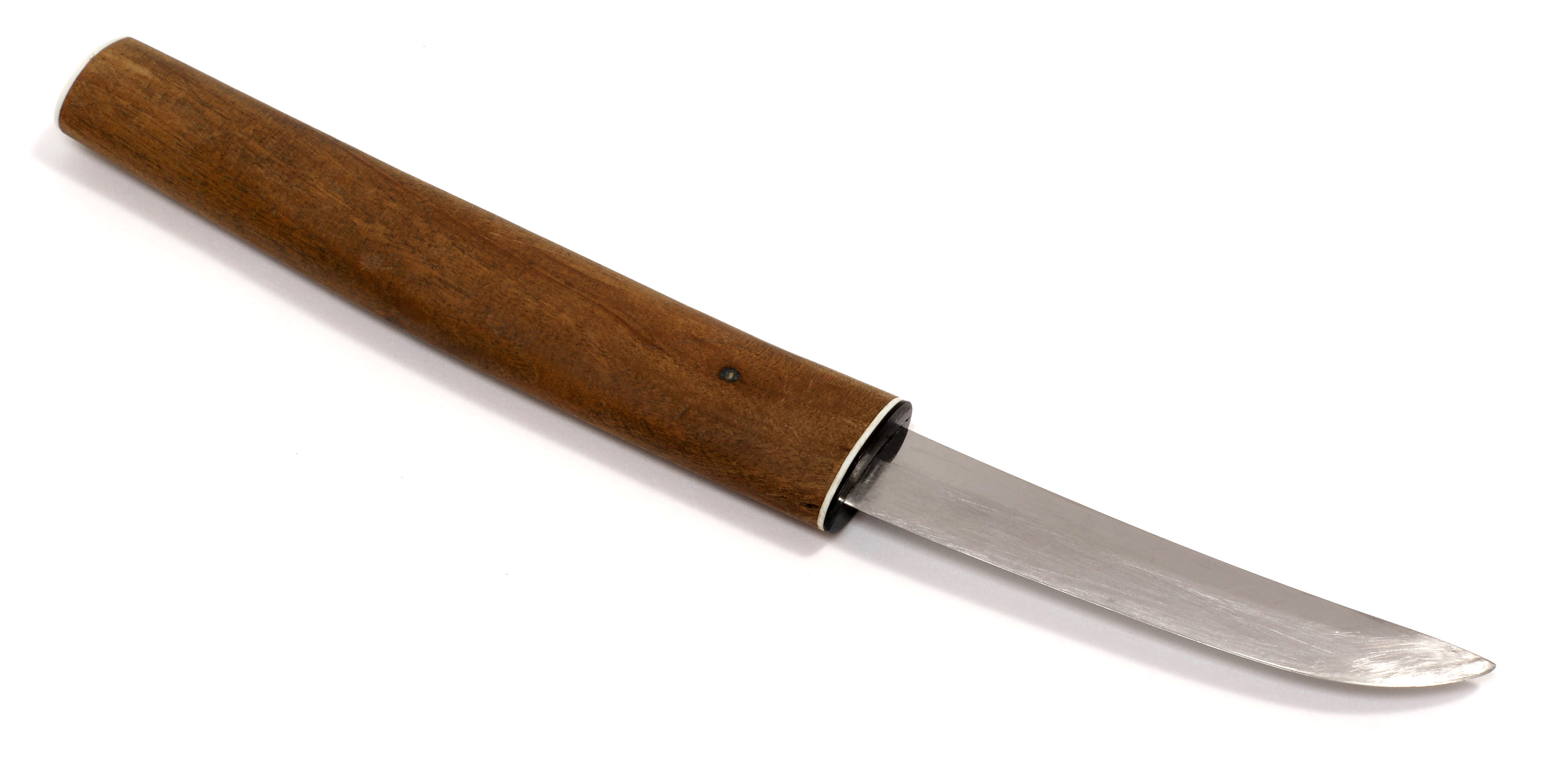
چاقوی پاکت نامهٔ ژاپنی

چاقوی پاکت نامه ابزاری شبیه چاقو است که برای باز کردن پاکت نامه استفاده می‌شود.

## نگارخانه

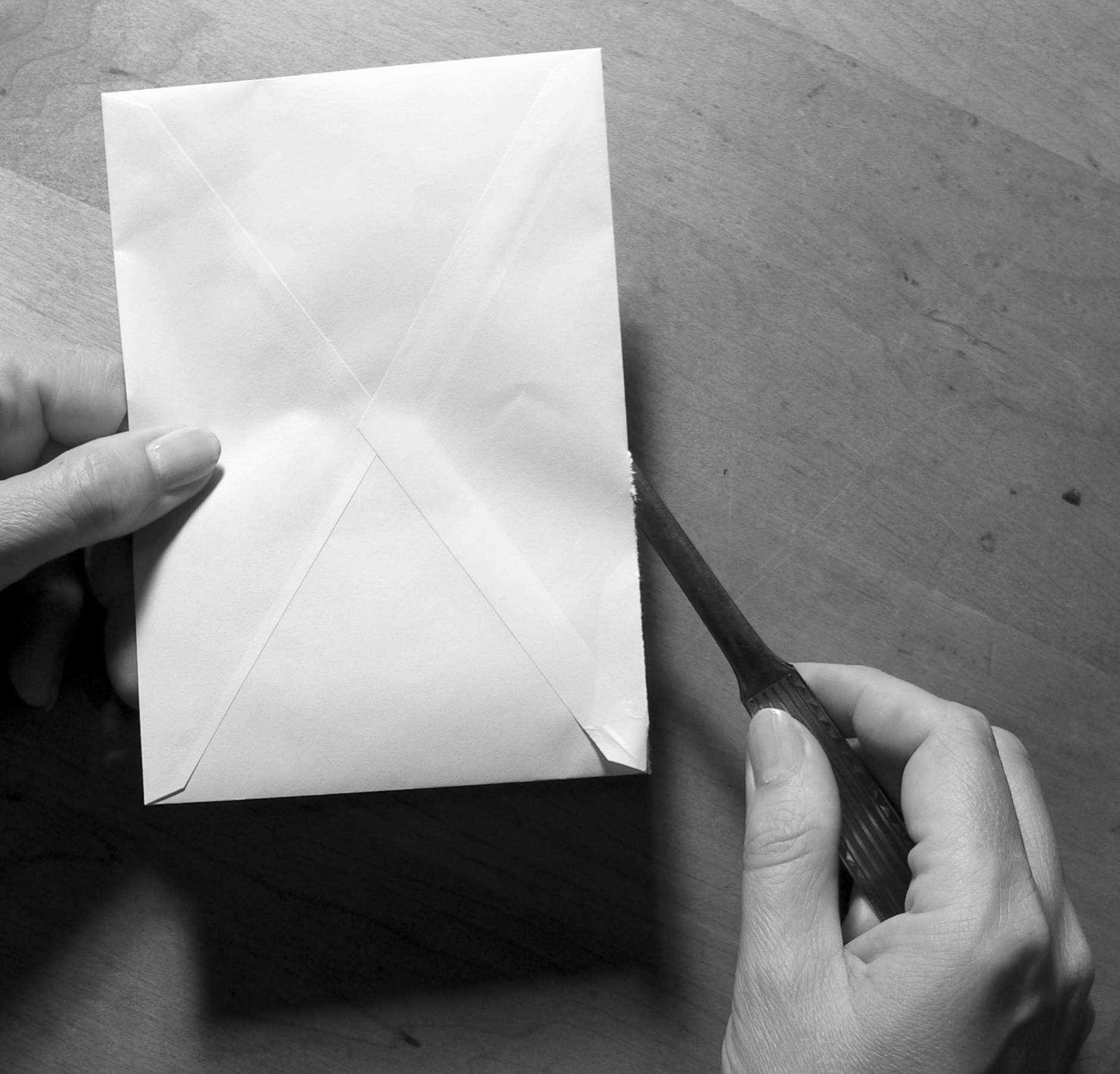
باز کردن پاکت نامه
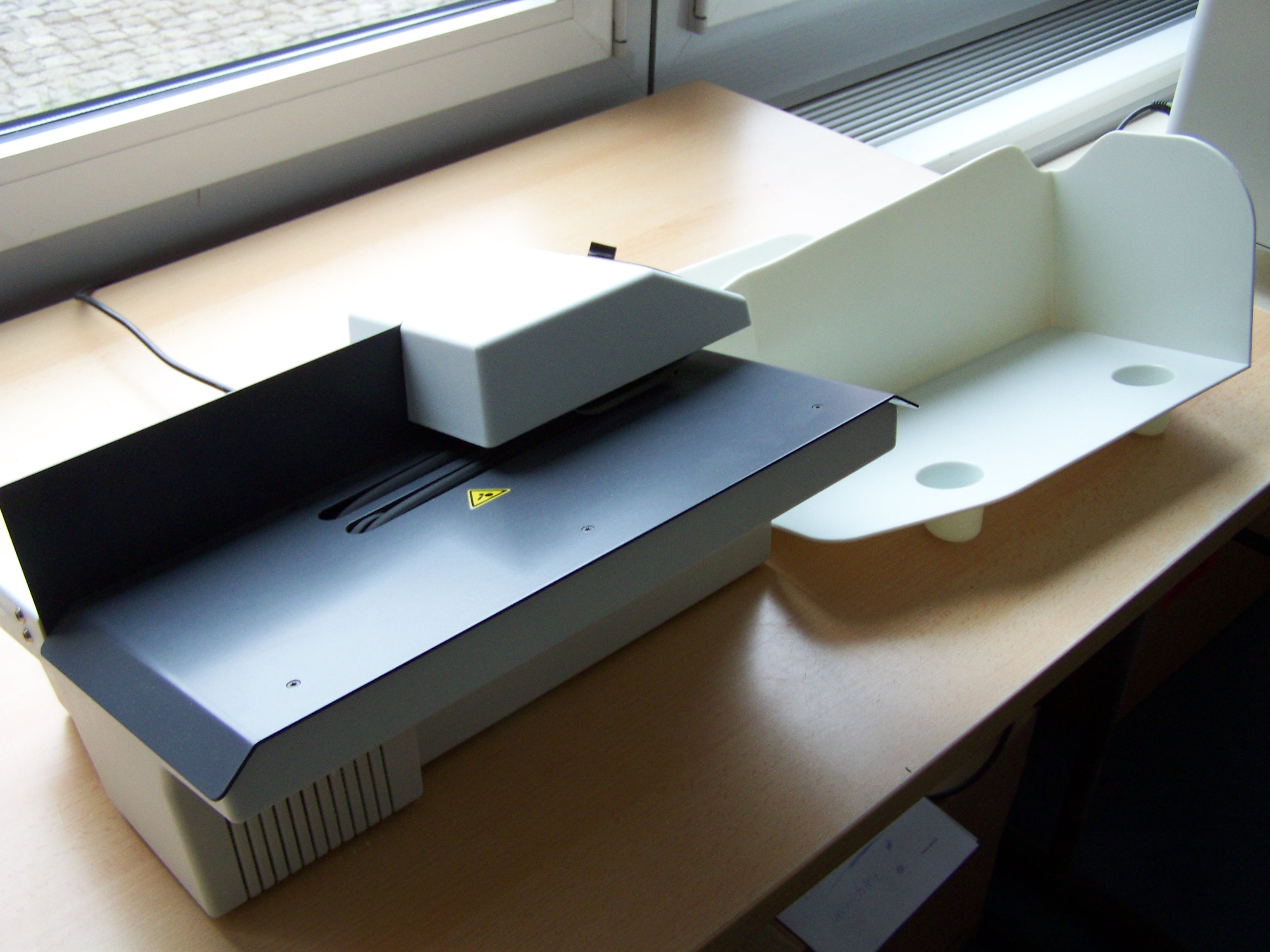
چاقوی پاکت نامه برقی
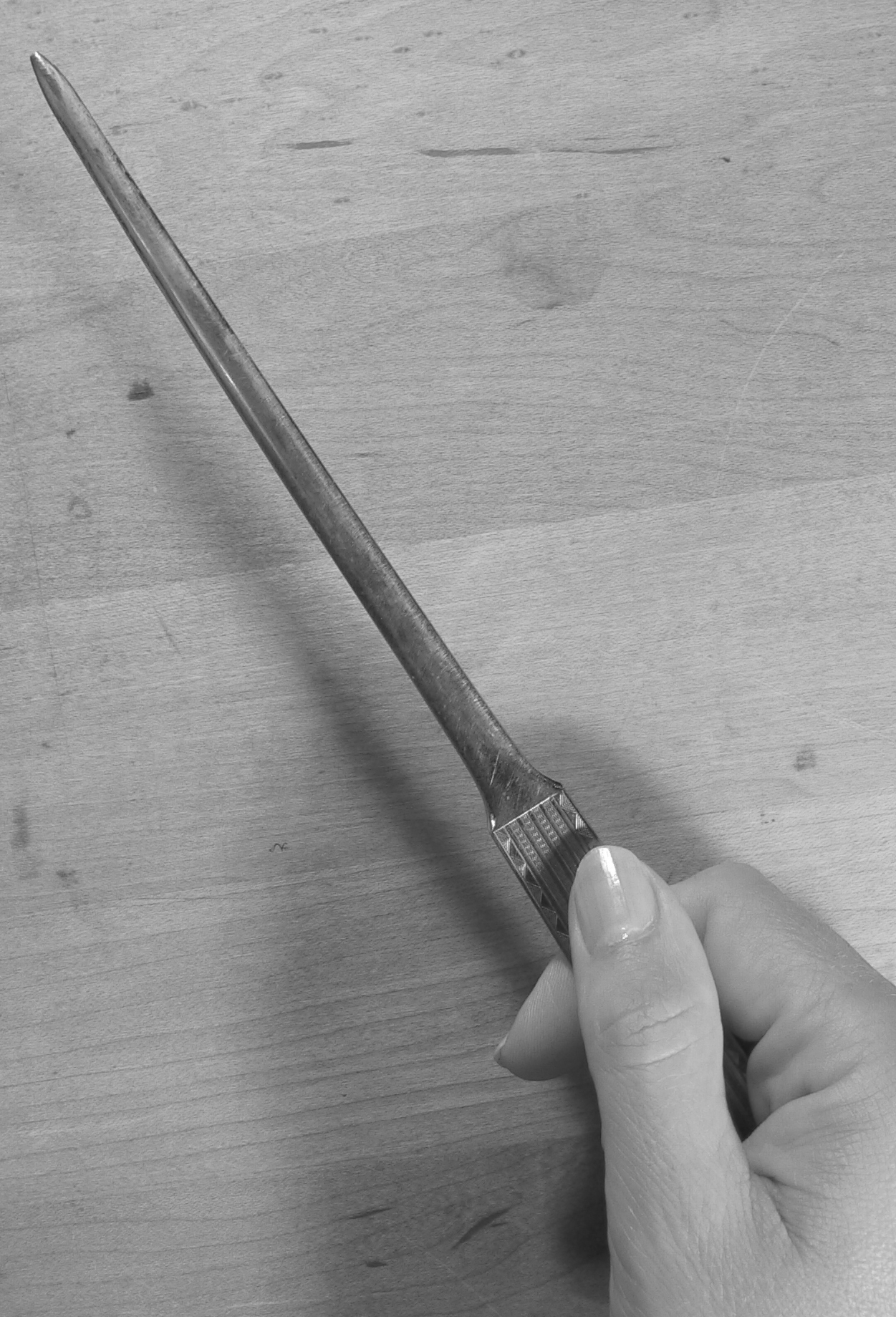
چاقوی پاکت نامه معمولی